# Chamarajapura, Channarayapatna
Chamarajapura là một làng thuộc tehsil Channarayapatna, huyện Hassan, bang Karnataka, Ấn Độ.